# Куса (град)
Куса (рус. Куса) град је у Русији у Чељабинској области. Према попису становништва из 2010. у граду је живело 18792 становника.

## Становништво
| 1939.  | 1959.  | 1970.  | 1979.  | 1989.  | 2002.  | 2010.  |
| ------ | ------ | ------ | ------ | ------ | ------ | ------ |
| 13.829 | 21.753 | 21.155 | 21.926 | 22.606 | 20.316 | 18.792 |